# Kjötsúpa
La kjötsúpa (en islandais, « soupe à la viande ») est une recette traditionnelle de cuisine islandaise de soupe à base de viande d'agneau.

## Présentation
La kjötsúpa est une spécialité culinaire islandaise proche du ragoût.
À base de morceaux d'agneau, cette soupe chaude est généralement accommodée d'oignons, carottes, pommes de terre, chou, rutabagas, poireaux, navets ou chou-fleur, voire de riz ou de lentilles.
Elle est servie sur le pouce, dans des gobelets en plastique, dans les stations-service du pays, et permet à la carte des bars et restaurants de manger à petit prix.